# Aeroportul Internațional Chania
Aeroportul Internațional Chania (IATA: CHQ, ICAO: LGSA) este un aeroport din Chania, Chania Municipality⁠(d), Prefectura Cania, Crete Region⁠(d), Creta⁠(d), Grecia ce deservește zona Chania. Aeroportul a fost tranzitat în 2022 de 3.289.547 de pasageri. A fost numit după Daskalogiannis⁠(d).
Situat la o altitudine de 45 m, aeroportul dispune de 1 pistă. Este operat de Fraport⁠(d).

## Infrastructură

### Piste
Aeroportul dispune de o singură pistă. Pista are orientarea 11L/29R.